# Mouvement Écologiste Indépendant
De MEI of Mouvement Ecologische Indépendant is een Franse groene politieke partij. De partij is gesticht door Antoine Waechter (kandidaat voor Les Verts in de presidentsverkiezingen van 1994).
Na een mislukte poging van Waechter om zichzelf kandidaat te stellen in de presidentsverkiezingen van 2007 steunde hij François Bayrou. De partij probeerde voor de parlementsverkiezingen een verbond aan te gaan met Génération Ecologie, Les Verts en CAP 21. De laatste twee weigerden echter deel te nemen. Dat de partij steeds meer aan belang wint bleek uit de parlementsverkiezingen. Er werden 133 kandidaten voorgesteld, waarvan er 84 1% of meer behaalden; zelfs met tegenstand van andere groenen.